# Drosanthemum globosum
Drosanthemum globosum är en isörtsväxtart som beskrevs av L. Bol. Drosanthemum globosum ingår i släktet Drosanthemum och familjen isörtsväxter. Inga underarter finns listade i Catalogue of Life.